# Три гори Ямато
Три гори Ямато (яп. 大和三山, やまとさんざん, ямато сандзан) — загальна назва гір Унебі (198,8 м), Аменокаґу (152,4 м) та Мімінасі (139,6 м), що розташовані на території міста Касіхара, в центрально-західній частині префектури Нара, в Японії. Вони є символами стародавньої японської державої Ямато, розміщенними на теренах колишньої провінції Ямато. З 2005 року ці гори затверджені японським урядом як цінна культурна і природна пам'ятка країни.
Гори Унебі і Мімімнасі є згаслими вулканами, а гора Аменокаґу — залишком гірського Рюмон, що виокримевся від нього у процесі ерозії.
Підніжжя трьох гір багаті на історичні пам'ятки: мавзолеї перших легендарних Імператорів Японії та кургани яматоської знаті, руїни ствродавньої японської столиці Фудзівара, численні буддистські монастирі та синтоїстські святилища. Краса гір оспівана у японських стародавніх піснях та переказах, зокрема у творах першої японської поетичної збірки «Манйосю».